# Maresme
Maresme er et comarca i provinsen Barcelona i Catalonien, hvis hovedstad er Mataró. 
Den grænser i nord til La Selva, i øst til Middelhavet, i syd til Barcelonès, og i vest til Vallès Oriental.
Maresme har et areal på 398 km2
og et befolkningstal på 474.012 (2024) indbyggere. 

## Kommuner
Maresme er delt ind i følgende 30 kommuner (municipis):
- Alella
- Arenys de Mar
- Arenys de Munt
- Argentona
- Cabrera de Mar
- Cabrils
- Caldes d'Estrac
- Calella
- Canet de Mar
- Dosrius
- Malgrat de Mar
- El Masnou
- Mataró
- Montgat
- Òrrius
- Palafolls
- Pineda de Mar
- Premià de Dalt
- Premià de Mar
- Sant Andreu de Llavaneres
- Sant Cebrià de Vallalta
- Sant Iscle de Vallalta
- Sant Pol de Mar
- Sant Vicenç de Montalt
- Santa Susanna
- Teià
- Tiana
- Tordera
- Vilassar de Dalt
- Vilassar de Mar

## Reference
1. 1 2  www.idescat.cat (fra Wikidata).
2. 1 2  www.ine.es (fra Wikidata).